# Evgenij Petrovič Petrov
Evgenij Petrovič Petrov in russo Евге́ний Петро́вич Петро́в?, pseudonimo di Evgenij Petrovič Kataev (Odessa, 30 novembre 1903 – Sebastopoli, 2 luglio 1942) è stato uno scrittore sovietico.
Era il fratello di Valentin Kataev. Viene ricordato spesso assieme a Il'ja Arnol'dovič Il'f con il quale collaborò a diverse opere.
All'inizio della grande guerra patriottica, Petrov lavorò come corrispondente di guerra; morì in un incidente aereo mentre tornava da Sebastopoli (che era sotto assedio).

## Le dodici sedie
Lo scrittore è famoso nel mondo per aver scritto, assieme Il'f, una storia, dalla quale fu tratto un film nel 1970 intitolato Il mistero delle dodici sedie, per la regia del comico Mel Brooks. Il romanzo, ambientato nella Russia del 1927, ha per protagonisti due personaggi che, ostacolati anche da un prete, sono alle prese con dodici sedie. Infatti la madre del primo, morendo, gli confida il segreto di aver nascosto la sua eredità nei cuscinetti di un servizio antico di dodici sedie, dentro un ricco palazzo. Anche il secondo protagonista, un povero diavolo, viene a sapere del bottino di diamanti nelle sedie e così, con un ricatto, si mette d'accordo col primo affinché, trovata la mercanzia, si spartiscano i guadagni.
Inizialmente i due distruggono un paio di sedie, senza trovare quel che cercavano e poi si dirigono verso un museo di Mosca, dove le sedie erano state pignorate e messe in esposizione. Sulle tracce dei protagonisti c'è anche un prete gaudente il quale vorrebbe appropriarsi anche lui dei diamanti e cerca sempre di sopraffare i due giovani. Per uno scherzo del destino tutte le sedie che i due protagonisti distruggono sono senza i diamanti e alla fine i due, vagando per le rigide steppe della Russia, giungono in una mensa. Lì vi è l'ultima sedia, ma i due scopriranno che fu già sfondata per errore e che i diamanti furono scambiati con denaro vero per salvare quell'ospizio. Ai due protagonisti non resta che cercarsi di guadagnare da vivere mendicando e facendo numeri divertenti.